# Sosna (Flugabwehrrakete)
Die Sosna (russisch Сосна, deutsch: Kiefer) ist ein in Russland entwickeltes mobiles, Kurzstrecken-Flugabwehrraketen-System. Der GRAU-Index für das Gesamtsystem ist unbekannt und die Lenkwaffen werden als 9M340 und 9M337 bezeichnet. Der NATO-Codename lautet SA-24.

## Entwicklung
Die Entwicklung der Sosna begann Anfang der 1990er-Jahre im Konstruktionsbüro Totschmasch (Nudelman). Dort wollte man ein Nachfolgesystem für die 9K35 Strela-10 entwickeln. Mit dem Zerfall der Sowjetunion wurden sämtliche Arbeiten am System Sosna gestoppt. In den 2000er-Jahren wurden die Arbeiten wieder aufgenommen, nachdem sich die finanzielle Situation beim Konstruktionsbüro Totschmasch wieder verbessert hatte. Schließlich wurde im Jahr 2013 das erste fertigentwickelte Sosna-System der Öffentlichkeit präsentiert. Ende 2015 begann die Truppenerprobung bei den Streitkräften Russlands. Das erste Serienmodell für die russischen Streitkräfte wurde 2018 präsentiert. Die Sosna-R sollte ab 2022 bei den Streitkräften Russlands eingeführt werden, was aber nicht umgesetzt wurde. Im Westen geht man davon aus, dass sich die Serienproduktion aufgrund der Sanktionen gegen Russland seit dem Überfall auf die Ukraine vermutlich auf unbestimmte Zeit verzögern wird.

## Technik
Sosna dient zur Bekämpfung von Kampfhubschraubern, Kampfflugzeugen, unbemannten Luftfahrzeugen, Marschflugkörpern und Luft-Boden-Lenkwaffen. Weiter können auch Bodenziele wie Fahrzeuge bekämpft werden. Sosna kann einzeln oder im Verbund einer Batterie mit einem zentralen Feuerleitstand eingesetzt werden. Die Vernichtungszone beträgt in der Horizontalen 1,3 bis 10 km, die Einsatzhöhe 2 bis 5.000 m.

### Fahrzeug
Die in den Jahren 2013 und 2018 präsentierten Sosna-Systemen für die russischen Streitkräfte sind auf einem MT-LB-Kettenfahrzeug montiert. Dieses Sosna-Fahrzeug wird im GRAU-Index 9P337 bezeichnet. Sosna kann aber auch auf den Fahrzeugen BMP-3, BMD-4, T-15 oder BTR-80A installiert werden.

### Waffenturm und Feuerkontrollsystem
Sosna besteht aus einem drehbaren Waffenturm, der auf einem Fahrzeug installiert ist. In dem Waffenturm befindet sich ein elektronisch-optisches Feuerkontrollsystem. Dieses besteht aus einer Videokamera mit Restlichtverstärker, einer Infrarotkamera sowie einem Laserstrahler für die Zielbeleuchtung und die Raketenlenkung. Mit dem elektrooptischen Feuerkontrollsystem sollen gemäß Hersteller Flugzeuge auf eine Distanz von bis zu 30 km detektiert und identifiziert werden können. Bei einem Marschflugkörper soll dieser Wert 8 km betragen. Am Fahrzeug sind zwei passiv arbeitende Radarempfänger angebracht. Weiter sind am Waffenturm insgesamt 2×6 Raketenstartbehälter aus Leichtmetall angebracht. Jeder Behälter ist mit einer 9M340-Rakete beladen.

### Lenkwaffen
Das erste Raketenmodell für die Sosna war die 9M337-Lenkwaffe. Diese basierte auf der 9M331M-Lenkwaffe, welche mit der 2K22 Tunguska zum Einsatz kommt. Das Modell 9M337 wurde in den 1990er-Jahren entwickelt und dann in den 2000er-Jahren zur 9M340-Rakete weiterentwickelt. Die 9M337- wie auch die 9M340-Rakete sind zweistufige Raketen. Die erste Stufe ist der Booster mit einem Durchmesser von 130 mm. Am Heck dieser ersten Stufe sind vier Stabilisierungsflächen angebracht. Die zweite Stufe hat einen Durchmesser von 72 mm und kann im Groben in drei Sektionen aufgeteilt werden: Hinter der Lenkwaffenspitze befinden sich der Aufschlagzünder sowie die Aktuatoren für die Steuerflächen. Nach dieser Sektion folgt der Laser-Näherungszünder und Gefechtskopf. Dieser wiegt 6,9 kg und besteht aus einem panzerbrechenden Sprengkopf mit einem Continuous-Rod-Splittermantel. Im Heck sind die Elektronik, Rechnereinheit, Gyroskope sowie die Transponder für die Laser-Steuereinheiten verbaut. Am Flugkörperrumpf sind zwei Gruppen von Lenk- und Steuerflächen sowie am Heck vier trapezförmige Stabilisierungsflächen angebracht. Am vorderen Viertel des Flugkörperrumpfs befinden sich vier kleine trapezförmige Steuerflächen. Diese Flächen sind, während sich die Lenkwaffe in dem Transport- und Startbehälter befindet, an den Lenkwaffenrumpf angelegt. Sie entfalten sich unmittelbar nach dem Start. Die Lenkwaffe wird mit einer Ausstoßladung aus dem Raketenstartbehälter ausgestoßen. In einer Entfernung von rund 5 bis 7 m wird der Booster gezündet. Dieser beschleunigt die Lenkwaffe auf 875 bis 900 m/s. Nach einer Flugstrecke von rund 1000 m ist der Booster ausgebrannt und wird abgeworfen. Ab diesem Zeitpunkt erfolgt der Weiterflug der zweiten Raketenstufe antriebslos. Nach der maximalen Einsatzflugstrecke von 10 km hat die Rakete eine Endgeschwindigkeit von noch rund 565 m/s. Abhängig von der Flugenveloppe kann die Lenkwaffe Flugmanöver mit einer maximalen Querbelastung von 40g ausführen. Während des Lenkwaffenfluges werden sowohl die Lenkwaffe als auch das Flugziel elektrooptisch verfolgt. Die Lenkwaffe wird dabei mittels eines Laserleitstrahles an das Ziel herangeführt. Kommt das Flugziel in den Ansprechradius des Näherungszünders, wird der Gefechtskopf gezündet. Bei einem Direkttreffer wird der Sprengkopf durch den Aufschlagzünder ausgelöst. Wird das Ziel verfehlt, zerstört sich die Lenkwaffe nach einer bestimmten Flugzeit durch Selbstzerlegung.

## Varianten
- Sosna-R: Version mit 2×6 Raketen, installiert auf einem MT-LB-Kettenfahrzeug.
- 3S89 Palma: Version mit 2×4 Raketen für den Einsatz auf Kriegsschiffen.[14][15]

## Nutzerstaaten
- Russland – Eine unbekannte Anzahl von Sosna-R wird zurzeit von den Streitkräften Russlands getestet.